# Hero Breusing
Hero Breusing (ur. 2 czerwca 1894 w Charlottenburgu w Powiecie Teltow-Fläming, zm. 7 lutego 1973 w Koblencji) – niemiecki wojskowy, generał major.

## Odznaczenia
- I Klasa Krzyża Żelaznego z 1939 roku
- II Klasa Krzyża Żelaznego z 1939 roku
- I Klasa Krzyża Żelaznego z 1914 roku
- II Klasa Krzyża Żelaznego z 1914 roku
- Krzyż Fryderyka Augusta I klasy
- Krzyż Fryderyka Augusta II klasy
- Austriacki Krzyż Zasługi Wojskowej III Klasy
- Krzyż Honorowy za Wojnę Światową 1914/1918
- Odznaka za Służbę w Wehrmachcie I Klasy
- Medal za Kampanię Zimową na Wschodzie 1941/1942
- Order Krzyża Wolności[1] (Finlandia)